# La Charcuterie mécanique
La Charcuterie mécanique és un "tema humorístic" de 1896 (segons el van classificar pels seus creadors) creat pels Germans Lumière. A The Aurum Film Encyclopedia: Science Fiction de Phil Hardy apareix com la primera pel·lícula de ciència-ficció L'acció implica un porc viu que es col·loca en una màquina (essencialment un gran recipient de fusta). A continuació, el porc es converteix en diversos productes de porc, que s'aixequen per l'altre extrem de la màquina.
El tema es va repetir àmpliament en pel·lícules com  Making Sausages (també coneguda com The End of All Things) (1897) de George Albert Smith, que representava gats i gossos convertits en embotits (juntament amb un ànec i una bota) per una màquina. American Mutoscope and Biograph va fer The Sausage Machine el mateix any, que era una paròdia del sistema de cinta transportadora Edison Studios va seguir amb Fun in a Butcher Shop (1901) i Dog Factory (1904), ambdós mostraven gossos de companyia convertint-se novament en embotits. La primera mostrava simplement una manivela primitiva, mentre que la segona pel·lícula mostrava una màquina elèctrica amb un procés reversible.